# 1815 في فرنسا
فيما يلي قوائم الأحداث التي وقعت خلال عام 1815 في فرنسا.

## سياسة

### تعيين في المنصب
- 1 يناير – الفيكونت دوشاتوبريان وزير دولة  [لغات أخرى]‏.
- 9 يوليو – إيلي ديكاز Prefect of Police of Paris  [لغات أخرى]‏.
- 9 يوليو – شارل موريس تاليران head of government of France ‏، وزير الشؤون الخارجية  [لغات أخرى]‏.
- 26 سبتمبر – أرماند عمانويل دو بليسي دو ريشليو رئيس الوزراء الفرنسي، head of government of France ‏.

### انتهاء فترة المنصب
- 26 سبتمبر – شارل موريس تاليران head of government of France ‏، وزير الشؤون الخارجية  [لغات أخرى]‏.
- 29 سبتمبر – إيلي ديكاز Prefect of Police of Paris  [لغات أخرى]‏.

## مواليد

### مارس
- 12 مارس – لويس جول تروشو

### أبريل
- 3 أبريل – كلوتيلد دي فو كاتبة وشاعرة فرنسية.

### يونيو
- 12 يونيو – فريديريك رايست

### أكتوبر
- 6 أكتوبر – لويس بونيت سياسي فرنسي.

## وفيات

### أكتوبر
- 13 أكتوبر – يواكيم مورات (مواليد 1767)